# Carrick, Irland
Carrick (iriska: An Charraig) är en ort i republiken Irland.   Den ligger i grevskapet County Donegal och provinsen Ulster, i den norra delen av landet, 210 km nordväst om huvudstaden Dublin. Carrick ligger 28 meter över havet och antalet invånare är 282.
Terrängen runt Carrick är huvudsakligen kuperad, men söderut är den platt. Havet är nära Carrick åt sydväst. Runt Carrick är det ganska glesbefolkat, med 25 invånare per kvadratkilometer. Närmaste större samhälle är Killybegs, 12,0 km öster om Carrick. Trakten runt Carrick består i huvudsak av gräsmarker.